# Possessos de Morzine
Os possessos de Morzine é o nome dado a um fenômeno coletivo de possessão, denominado mal de Morzine, ocorrido no século XIX na cidade de Morzine na Alta Sabóia, França.

## Histórico
Durante cerca de treze anos, de 1857 a 1870, várias dezenas de mulheres em Morzine foram acometidas de convulsões, alucinações e sonambulismo. Elas diziam estarem possuídas por demônios.
Um dos médicos que examinou as pacientes, Dr. Augustin Constans, descreveu estes acontecimentos como uma “epidemia de histero-demonopatia”. A psiquiatria contemporânea poderia qualificar essas crises como transtorno de conversão.
Este caso teve na época uma grande publicidade, sendo divulgado em revistas científicas ,. O Dr. Joseph Arthaud, médico do centro hospitalar Le Vinatier em Bron na França, foi até Morzine para examinar as pessoas, assim como magnetizadores e espíritas  , como Allan Kardec .

Esta carta do subprefeito de Thonon para o prefeito da Alta Sabóia, datada de 4 de maio de 1864, é particularmente notável. Ela foi escrita após a cerimônia de confirmação realizada pelo bispo de Annecy, um dos pontos altos da crise. O bispo foi atacado na igreja lotada durante a cerimônia de confirmação.

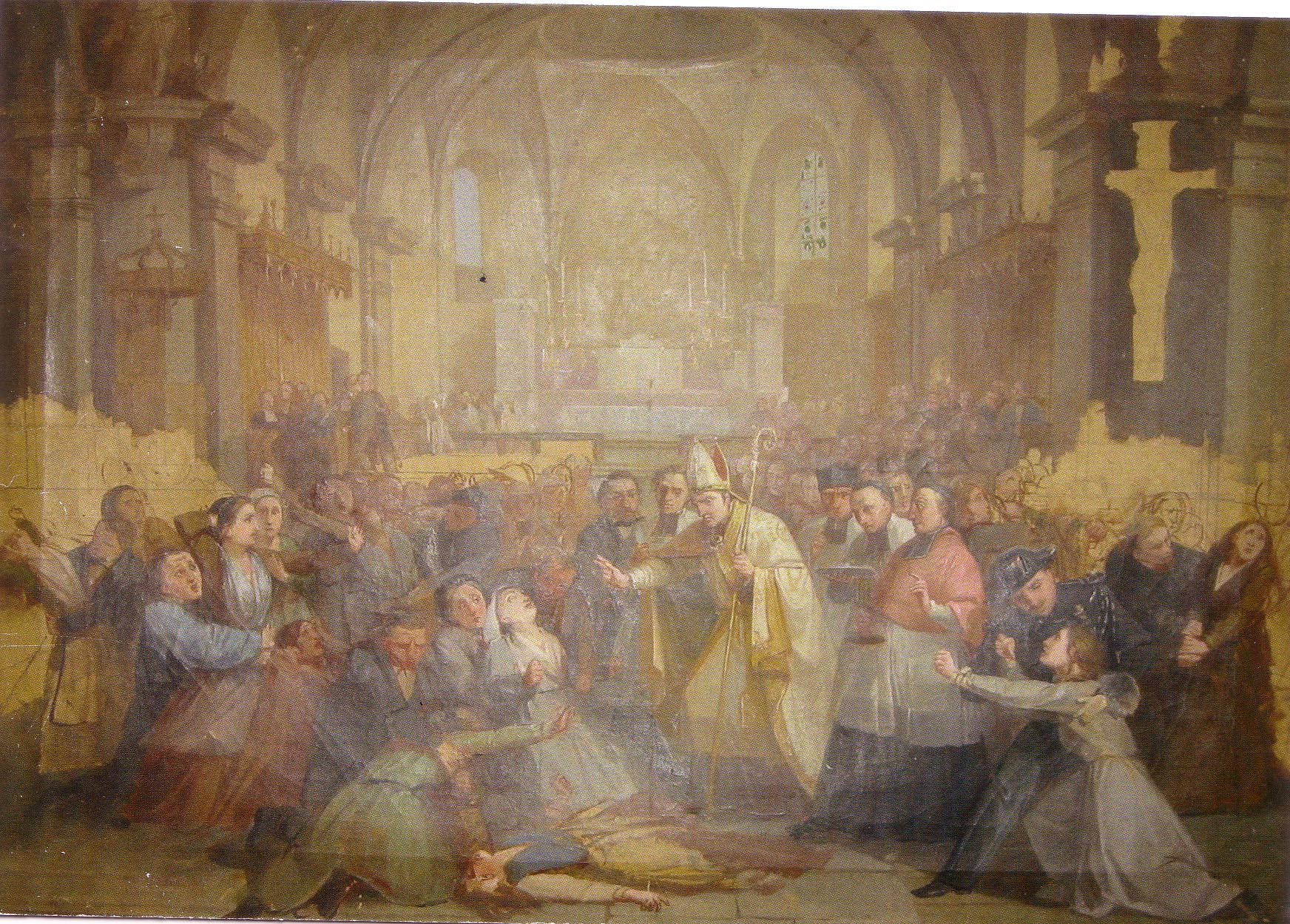
Os possuídos de Morzine durante a cerimônia de confirmação de 1864. Pintura de Laurent Baud, pintor e ex-prefeito de Morzine

«O brigadeiro Fourcade se destacou: ele sofreu vários ferimentos ao tentar ajudar o bispo. Havia 120 ou 130 pessoas doentes. Meninas jovens que haviam sido curadas há cinco anos não suportaram a visão assustadora e foram acometidas novamente; três crianças de 5 e 6 anos tiveram convulsões (...). A consternação e o medo nunca foram tão grandes em Morzine. Toda a população está doente. Somente as mulheres estão tendo convulsões, mas todos são afetados, e os espíritos abalados não podem ser tranquilizados pelas ações de uma pessoa ou com um ano de trabalho. A educação moral da comunidade precisa ser refeita, ao mesmo tempo em que medidas rigorosas são aplicadas. A influência religiosa deve ser cortada. Exercícios religiosos, as cerimônias, qualquer coisa ligada a um ponto de vista moral ou material, ver um padre, ouvir o toque de sinos, são causas que determinam quase que exclusivamente os ataques nos doentes.»,
Existem muitas outras hipóteses, porque as crises variaram ao longo do tempo, e passaram de crises inicialmente individuais para crises coletivas. A tensão que reinava entre o clero e o governo muitas vezes piorou a situação.